# Helene Walterskirchen

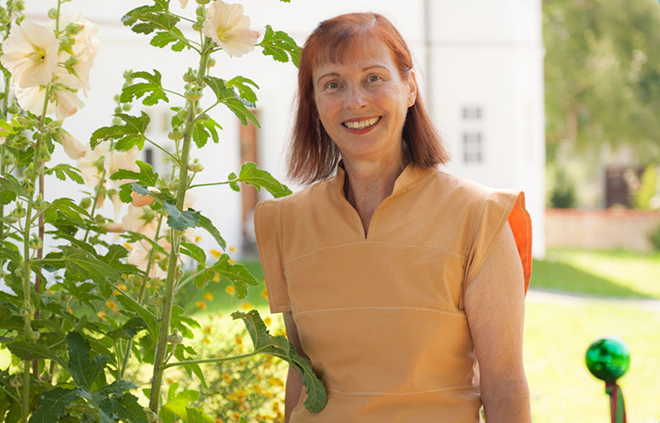
Helene Walterskirchen (2014)

Helene Walterskirchen (bürgerlich Helene Walter-Mahncke, * 21. Dezember 1950 in Freising; † 4. Februar 2022 in Holzhausen bei Buchloe) war eine deutsche Schriftstellerin, Publizistin und Kultur-Mentorin.

## Leben
Nach dem Abschluss der Mittleren Reife war Walterskirchen in verschiedenen Branchen als Sekretärin tätig, ehe sie in den 1990er Jahren das Schreiben zu ihrem Beruf machte. Sie verfasste bis 2002 Ratgeber- und Sachbücher, unter anderem zu den Themen Wellness, Lebensgestaltung im Alter oder Adelige in Deutschland.
Neben ihrer eigenen Autorentätigkeit war sie bis 2004 auch als Ghostwriterin, Lektorin und Literaturagentin tätig.
Im Jahre 2004 initiierte Helene Walterskirchen in München die Gründung des Bildungs- und Kulturvereins „AdmaCUM – Zentrum zur Förderung der globalen Lebens-, Gesellschafts- und Geisteskultur e. V.“. Der Verein hat heute seinen Sitz in Schloss Rudolfshausen im Ortsteil Holzhausen der Gemeinde Igling. Sie stand dem Verein seit seiner Gründung als 1. Vorsitzende vor. Der Verein fördert verschiedenste Kulturprojekte im Bereich Lebens- und Gesellschaftskultur.
Seit 2011 lebte und arbeitete Helene Walterskirchen in Schloss Rudolfshausen und war mit dem Aufbau und der Ausdehnung des „Kulturzentrums Schloss Rudolfshausen“ befasst.
Im Februar 2022 starb sie im Alter von 71 Jahren.
Verschiedentlich wurde Walterskirchen vorgeworfen, sie äußere sich wiederholt demokratiefeindlich, vertrete neurechte Ideen und ihre Schriften seien zum Teil geschichtsverfälschend. In einem Beitrag zum Thema „Wie schwächt man bzw. zerstört man eine lebende Kultur?“ hatte Walterskirchen geschrieben, es würden zu diesem Zweck „zig Millionen Menschen fremder Kulturen ins Land geschickt“, die die bestehende Kultur „aufmischen und vermischen“ sollten, dann hätten „diejenigen, denen unsere deutsche Kultur schon lange ein Dorn im Auge ist, gesiegt“. Axel Flörke, Kulturbürgermeister in Landsberg am Lech, setzte sich deshalb im Jahr 2020 dafür ein, sie von Schulen fernzuhalten.

## Kultur-Projekte
2010 gründete Helene Walterskirchen das Friedenskultur- und Volkskunstprojekt Friedens-Banderole. Auf einem Endlos-Stoffbanner können sich Menschen, die „ja“ zum Frieden sagen, namentlich eintragen und ihr Friedensbild darauf malen. 2017 hatte die Friedens-Banderole eine Länge von 1,7 km und beinhaltete mehrere tausend Friedensmalereien von Menschen aus über 18 Ländern. Die Friedens-Banderole ist ein friedenspädagogisches Begleitmedium im Friedensunterricht an Schulen; sie war bei zahlreichen Friedensfesten wie dem Evangelischen Kirchentag in Dresden, dem Augsburger Hohen Friedensfest und beim 30-jährigen Jubiläum der Friedensburg Schlaining dabei. Im Jahr 2017 wurde sie in Holzhausen, Gemeinde Igling, entlang der Dorfstraße bis zum Ortsende ausgerollt.
2016 gründete Helene Walterskirchen ein Schwesterprojekt der Friedens-Banderole, in dem Schüler einer Stadt/Region im Kunstunterricht Friedens-Bilder malen, die dann an einem Friedens-Malwettbewerb teilnehmen. 2016 trug der Malwettbewerb den Titel „Augsburger Schüler malen für den Frieden“, 2017 „Landsberger Schüler malen für den Frieden“ und 2018 „Kemptener Schüler malen für den Frieden“.
Sowohl die Friedens-Banderole als auch die Gewinnerbilder der drei Wettbewerbe werden in den Wanderausstellungen PEACE ART ausgestellt, die bisher in Augsburg, Landsberg, Kempten und München stattfanden.
Ein weiteres Kultur-Projekt, das Helene Walterskirchen 2014 gegründet hat, ist das Kultur-Magazin Schloss Rudolfshausen, das seitdem mindestens zweimal jährlich als Printausgabe (ISSN 2366-5165) erscheint. Seit 2018 erscheint das Magazin auch zusätzlich mind. alle drei Monate als eigenständiges Online-Magazin. Helene Walterskirchen war, zusammen mit ihrer Tochter Alexandra, Herausgeberin des Kultur-Magazins Schloss Rudolfshausen. Das Magazin wird mitunter als „christlich-fundamentalistisch“ und „verschwörungsideologisch“ eingeordnet, es werde zur Verbreitung von rechter Hetze und völkischem Denken genutzt.

## Schriften (Auswahl)
- Wie finde ich den richtigen Rechtsanwalt. Econ, Düsseldorf u. a. 1995, ISBN 3-612-21268-0.
- Rechtsanwälte vorteilhaft einsetzen. Alles, was Sie über den Umgang mit RAen wissen müssen. Walhalla, Regensburg u. a. 1998, ISBN 3-8029-3608-6.
- Streite dich nicht – gewinne! Zeitgemäßes Konfliktmanagement. Ullstein, Berlin 1999, ISBN 3-548-35857-8.
- Lebensfreude kennt kein Alter. Der Weg zu mehr Selbstbewusstsein, Gelassenheit, Vitalität und innerer Reife. Ueberreuter, Wien 2000, ISBN 3-8000-3763-7.
- Aristokraten. Leben zwischen Tradition und Moderne. Ueberreuter, Wien 2000, ISBN 3-8000-3778-5.
- Prinzessinnen. Märchenfiguren im 3. Jahrtausend. Ueberreuter, Wien 2001, ISBN 3-8000-3818-8.
- Benefiz-Ladies. Im Dienst der guten Sache. Droste, Düsseldorf 2001, ISBN 3-7700-1128-7.
- Das Energie-Prinzip. Konzentrationsübungen am Arbeitsplatz. Ehrenwirth, Bergisch Gladbach 2002, ISBN 3-431-04034-9.
- An der Seite der Macht. Deutschlands First Ladys. Ueberreuter, Wien 2002, ISBN 3-8000-3845-5.
- Grenzenlos jung und voller Schwung. Adma-Publications, München 2011, ISBN 978-3-00-033748-2.
- Meine Paradies-Ernährung. Adma-Publications, Holzhausen 2012, ISBN 978-3-00-039423-2.
- Friedensritter – Mit der Kraft des Friedens leben und gewinnen. Adma-Publications, Holzhausen 2013, ISBN 978-3-00-042369-7.
- Im Mega-Spiel des Universums: Das Lebensspiel des 'Homo Ludens' in einem Universum der Spielwelten und Inszenierungen. Adma-Publications, Holzhausen 2016, ISBN 978-3-00-052037-2.
- Kultur-Magazin Schloss Rudolfshausen. Adma-Publications, Holzhausen 2014, ISSN 2366-5165.